# 111-es busz (Kecskemét)
A kecskeméti 111-es jelzésű autóbusz a Noszlopy Gáspár park és az Auchan Áruház között közlekedett. A viszonylatot a Kecskeméti Közlekedési Központ megrendelésére az Inter Tan-Ker Zrt. üzemeltette.

## Története
A járatot 2020. március 23-án a koronavírus-járvány miatt bevezetett elégséges szolgáltatást biztosító menetrend részeként indították el a 11-es és 11A buszok összevonásával.
A május 25-ei menetrendben már nem szerepelt, mert újraindították a 11-es és 11A jelzésű járatokat.

## Útvonala
| Kadafalvi út felé | Noszlopy Gáspár park felé |
| --- | --- |
| Noszlopy Gáspár park vá. – Kodály Zoltán tér – Rákóczi út – Koháry István körút – Hornyik János körút – Széchenyi tér – Szilády Károly körút – Kölcsey utca – Petőfi Sándor utca – Dózsa György út – Izsáki út – Vízmű utca – Széktó utca – Búzavirág utca – Csalánosi út – Boróka utca – Auchan bekötőút – Auchan Áruház vá. | Auchan Áruház vá. – Auchan bekötőút – Boróka utca – Csalánosi út – Búzavirág utca – Széktó utca – Vízmű utca – Izsáki út – Dózsa György út – Petőfi Sándor utca – Dobó István körút – Batthyány utca – Katona József tér – Csányi János körút – Rákóczi út – Kodály Zoltán tér – Noszlopy Gáspár park vá. |

## Megállóhelyei
| 0  | Noszlopy Gáspár park végállomás          | 25 | 1, 2D, 7, 12D, 15, 32, 215, 254 Helyközi buszok Távolsági járatok                                         |
| 1  | Vasútállomás                             | 24 | 1, 2D, 4, 7, 215 Helyközi buszok S20 , S210 , S220 , gyorsvonat, InterRégió, IC, expresszvonat, Televonat |
| 3  | Cifrapalota                              | 22 | 1, 2D, 4, 7, 12, 15, 23, 32 Helyközi buszok                                                               |
| 5  | Piaristák tere                           | ∫  | 1, 2D, 7, 15, 32, 215, 916 Helyközi buszok                                                                |
| 7  | Széchenyi tér                            | ∫  | 1, 2D, 3, 4, 7, 10, 12, 13K, 14, 23, 26, 29, 62, 215, 916                                                 |
| ∫  | Katona József Színház                    | 20 | 1, 2D, 3, 4, 7, 12, 13K, 15, 23, 26, 62, 32 Helyközi buszok                                               |
| 8  | Naiv Művészeti Múzeum (↓) Dobó körút (↑) | 17 | 1, 2D, 4, 7, 13K, 15, 26, 32, 62 Helyközi buszok                                                          |
| 10 | Katona Gimnázium                         | ∫  | 1, 15 Helyközi buszok                                                                                     |
| ∫  | Petőfi utca                              | 15 | 1, 15 Helyközi buszok                                                                                     |
| 11 | Kodály Iskola                            | 12 | 1, 15 Helyközi buszok S210 (Kecskemét-Máriaváros)                                                         |
| 12 | Egyetem (GAMF)                           | 11 | 1, 15 Helyközi buszok                                                                                     |
| ∫  | Hullám Vendéglő                          | 9  | 1, 1D, 26, 62 Helyközi buszok                                                                             |
| 15 | SOS Gyermekfalu                          | 7  | 15 |
| 17 | Széktó utca                              | 6  | |
| 18 | Szüret utca                              | 5  | |
| 19 | Csabagyöngye utca                        | 4  | |
| 20 | Búzavirág utca                           | 3  | |
| 22 | Zápor utca                               | 2  | |
| 23 | Kadafalvi út                             | 2  | 1, 1D, 254 Helyközi buszok                                                                                |
| 25 | Auchan Áruház végállomás                 | 0  | |